# 执子之手 (美国)
《执子之手》（英語：Take Me Out）是美国FOX电视台的一档约会节目。该档节目根据源自澳大利亚节目Taken Out的英国同名节目改编而来。主持人是George Lopez。执子之手首播于2012年6月7号晚8点，首播在美国和加拿大收视率为330万。
FOX电视台于2012年7月3日宣布为给Mobbed节目腾出时间，执子之手将于2012年7月14日起从周四晚间档迁移至周六晚间档播出。然而在2012年7月6日，由于5号播出的节目收视率的增加，FOX电视台宣布节目将保留在原档期。